# 山本政志
山本 政志（やまもと まさし、1956年 - ）は、日本の映画監督。大分県出身。

## 経歴
- 大分県立大分上野丘高等学校卒業、明治大学中退後、8ミリ映画の自主製作を開始する。
- 『闇のカーニバル』（1982年）がベルリン国際映画祭・カンヌ国際映画祭に選出される。また、ロックバンドJAGATARA（じゃがたら）の活動初期にプロデューサーを務めた。江戸アケミや町田康（町田町蔵）、G.I.S.M.の横山SAKEVIなど当時のパンクロッカー達を俳優として起用する。
- 『ロビンソンの庭』（1987年）で、ベルリン映画祭zitty賞、ロカルノ映画祭審査員特別賞、日本映画監督協会新人賞受賞。次いで自主映画初の香港との合作映画『てなもんやコネクション』（1990年）で、専用上映館"TANK2"を渋谷に建築し、4ヶ月のロングラン上映を敢行。同映画プロモーションのため「新婚さんいらっしゃい!」に夫人と出演。
- 1991年、初の大作『熊楠KUMAGUSU』に挑むが、資金難のために撮影中断、現在に至るまで未完となっている。『アトランタ・ブギ』（1996年）を経て、1997年に文化庁海外派遣文化研修員としてニューヨークに1年間滞在。この間『JUNK FOOD』（1997年）が、全米10都市で自主配給された。
- 2000年、単身で再びニューヨークに乗り込み、全ニューヨークスタッフで『リムジンドライブ』を発表。『聴かれた女』（2007年）が、アメリカのNET FLIXの推薦作となるなど、8か国でDVDが販売される。超低予算映画『スリー☆ポイント』（2011年）を発表後、2012年から2013年にかけて、映画塾のシネマ☆インパクトを主宰し、12人の監督と共に15本の作品を発表。その中から、大根仁監督のスマッシュヒット作『恋の渦』が誕生する。同様にシネマ☆インパクトから生まれた自身の監督作『水の声を聞く』（2014年）は、4度目となるベルリン映画祭を始め、香港、全州、ニューヨークなどの映画祭で上映され、キネマ旬報ベストテンに選出されるなど、国内外で高い評価を得る。
- 独特のキャラクターを活かし、俳優としても活動。TVシリーズ『私立探偵 濱マイク』、映画『ゲルマニウムの夜』、『ふがいない僕は空を見た』等に出演している。年齢の離れた故・若松孝二監督との交友関係が続いていた[要出典][2][3]。

## 監督作品
- 看守殺しの序曲（1979年） ※8mm作品
- 聖テロリズム（1980年） ※8mm作品
- 闇のカーニバル（1982年）
- うぎ・ぶぎ・うっきん（1984年） ※VTR
- ロビンソンの庭（1987年）
- てなもんやコネクション（1990年）
- 熊楠KUMAGUSU（1991年） ※資金不足の為、未完
- アトランタ・ブギ（1996年）
- JUNK FOOD/ジャンクフード（1998年）
- リムジンドライブ（2000年）[4]
- 東京・オブ・ザ・デッド -3日-（2005年）
- サイクル（2005年）
- 聴かれた女（2007年）[5]
- スリー☆ポイント（2011年）
- アルクニ物語（2012年）
- タコスな夜（2013年1月26日公開）
- 水の声を聞く−プロローグ−（2013年3月30日公開）
- 水の声を聞く（2014年8月30日公開）
- 脳天パラダイス（2020年11月20日公開）

## 出演作品

### 映画
- 発禁屋根裏部屋（1979年）
- 三月のライオン（1992年、矢崎仁司監督）
- ゲルマニウムの夜（2005年、大森立嗣監督）
- 聴かれた女（2007年、山本政志監督）
- ケンタとジュンとカヨちゃんの国（2009年、大森立嗣監督）
- 労働者階級の悪役（2012年、平波亘監督）
- ふがいない僕は空を見た（2012年、タナダユキ監督）
- ディアスポリス -DIRTY YELLOW BOYS-（2016年、熊切和嘉監督）
- 星くず兄弟の新たな伝説（2018年、手塚眞監督） - 酒場の客 役[6] ※庵野秀明、犬童一心、吉村元希らと出演

### テレビ
- 私立探偵 濱マイク（2002年、日本テレビ） - 山本金融 役

## 制作作品

### 音楽
- JAGATARA
  - 『南蛮渡来』（1982年） ※暗黒大陸じゃがたら名義
- 『君と踊りあかそう日の出を見るまで』（1985年）

### 映画
- シネマ☆インパクト
  - 2・11（2012年、大森立嗣監督） ロッテルダム映画祭
  - この森を通り抜ければ（2012年、瀬々敬久監督）
  - ポッポー町の人々（2012年、鈴木卓爾監督）
  - 胸が痛い（2012年、深作健太監督）
- シネマ☆インパクトVol.2
  - サンライズ・サンセット（2013年、橋口亮輔監督）
  - しば田とながお（2013年、ヤン・イクチュン監督）　ロッテルダム映画祭/アシアナ国際短編映画祭　最優秀国内作品賞
  - ありふれたライブテープにFocus（2013年、山下敦弘監督）
  - SAWADA（2013年、松江哲明監督）
- シネマ☆インパクトVol.3
  - 止まない晴れ（2013年、熊切和嘉監督）
  - 集まった人たち（2013年、いまおかしんじ監督）　香港映画祭　サハリン映画祭
  - 海辺の町で（2013年、廣木隆一監督）
  - 恋の渦（2013年、大根仁監督）　ウディネ ファーイースト映画祭/エジンバラ映画祭/香港映画祭/5フレイバー映画祭（ワルシャワ）観客賞　
  - 三つの光（2017年、吉田光希監督）　ベルリン映画祭 フォーラム/香港映画祭 コンペティション部門

## 受賞
- ベルリン、カンヌ国際映画祭選出『闇のカーニバル』（1982年）
- 第2回高崎映画祭 若手監督グランプリ（『ロビンソンの庭』）
- ベルリン国際映画祭 Zitty賞『ロビンソンの庭』（1987年）
- ロカルノ映画祭 審査員特別賞『ロビンソンの庭』（1987年）
- 日本映画監督協会新人賞『ロビンソンの庭』（1987年）
- 高崎映画祭 特別賞 『てなもんやコネクション』（1990年）
- ベルリン国際映画祭選出『JUNK FOOD』（1997年）
- ベルリン国際映画祭選出『水の声を聞く』（2015年）
- 第88回キネマ旬報ベスト・テン日本映画第9位『水の声を聞く』（2015年）
- 高崎映画祭　最優秀新進女優賞　玄里　『水の声を聞く』（2015年）
- ベルリン映画祭 香港映画祭 企画上映”8mmマッドネス"　-'80作品-聖テロリズム（2016年）
- ローザンヌ国際映画祭オープニング作品『脳天パラダイス』(2020)